# Soldado Desconhecido (Era de Ouro)
Soldado Desconhecido (do original em inglês The Unknown Soldier) é um personagem fictício norte-americano da Era de Ouro dos Quadrinhos, um super-herói publicado pela primeira vez na revista  Our Flag Comics #1 (agosto de 1941) da Ace Comics.

## História da publicação

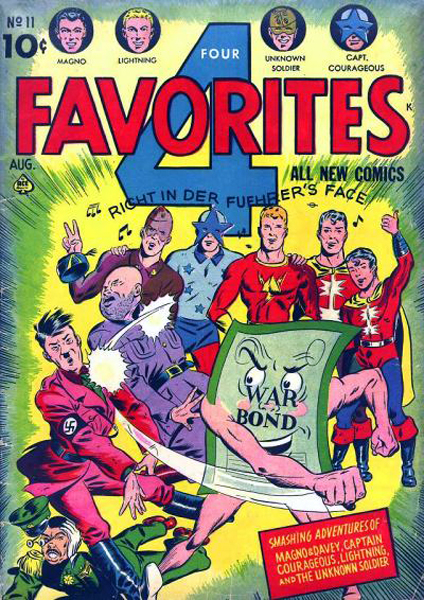
Capa da revista Four Favorites número 11 de agosto de 1943, na qual aparece (da esquerda para a direita) o Soldado Desconhecido juntamente com outros heróis patriotas da editora:Captain Courageous, Lash Lightning e Magno (e seu parceiro mirim)

Our Flag Comics teve apenas cinco edições — o último número datou de abril de 1942 — mas o personagem do Soldado Desconhecido foi transferido para o título da Ace Four Favorites, tendo uma aventura no número 4 (março de 1942) e continuando até o número 20 (novembro de 1945). Após essa data, o personagem entrou para domínio público.
Em 2008, a Dynamite Entertainment publicou uma história única Project Superpowers: Chapter Two Prelude e estabeleceu o Soldado Desconhecido como seu personagem — renomeado em inglês para Soldier Unknown para não conflitar com o herói da DC Comics, o mestre dos disfarces Soldado Desconhecido. A história apareceu no segundo volume de Project Superpowers, como membro de uma equipe de heróis da Ace chamada " The Super-Mysterymen" (baseado na extinta revista da Ace chamada Super-Mystery Comics).

## Biografia ficcional

### Ace Comics

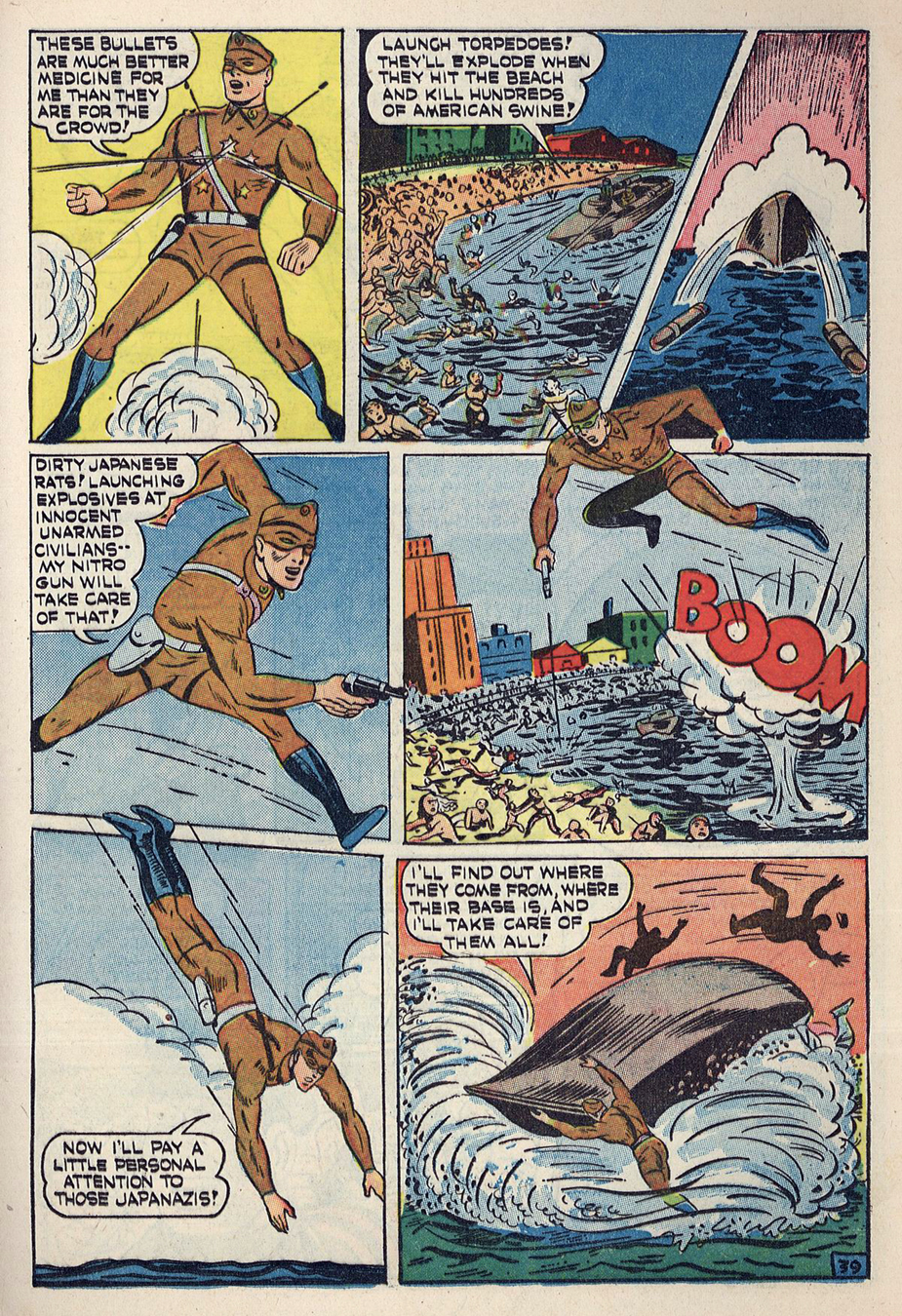
Página de uma aventura do Soldado Desconhecido, da revista Four Favorites

O Soldado Desconhecido é um ser misterioso que afirma ser a manifestação física do espírito de todos os que morreram para proteger os Estados Unidos. Durante a Segunda Guerra Mundial, ele apareceu para socorrer o povo e os soldados norte-americanos que estavam em dificuldades provocadas pelos inimigos da democracia. Sua roupa tem a aparência de um uniforme de soldado americano (inclusive com o quepe militar) e uma máscara. Ele possui superforça, invulnerabilidade e voa. Tem uma "arma-nitro", que dispara balas de fogo.

### Projeto Superpowers
Em algum momento após a Guerra, o Soldado Desconhecido foi aprisonado na mítica Urna de Pandora pelo Fighting Yank (personagem da Nedor Comics, traduzido no Brasil para "Combatente Ianque" quando da publicação da série em 2011 pela Devir Livraria), juntamente com dezenas de outros heróis. Décadas mais tarde, a Urna foi quebrada e os prisioneiros escaparam. O Soldado e sete outros heróis — Captain Courageous, Lash Lightning & Lightning Girl, Mr. Raven, The Sword, Magno e Vulcan — foram recrutados por uma força desconhecida para se reunirem em uma equipe chamada The Super-Mysterymen. Sua missão no mundo contemporâneo está ainda para ser revelada.